# Le Phalène (film)
Pour les articles homonymes, voir Phalène.
Pour plus de détails, voir Fiche technique et Distribution.
Le Phalène est un film italien réalisé d'après la pièce d'Henry Bataille par Carmine Gallone, sorti en 1916.

## Fiche technique
- Titre : Le Phalène
- Titre original : La falena
- Réalisation : Carmine Gallone
- Scénario : d'après la pièce d'Henry Bataille[1]
- Pays d'origine : Royaume d'Italie
- Format : Noir et blanc - Film muet
- Genre : drame
- Date de sortie : 1916

## Distribution
- Lyda Borelli : Théa
- Andrea Habay
- Francesco Cacace
- Giulia Cassini-Rizzotto
- Nella Montagna
- Lina Dax
- Alfonso Cassini